# Saint-Marcel-de-Félines
Saint-Marcel-de-Félines é uma comuna francesa na região administrativa de Auvérnia-Ródano-Alpes, no departamento de Loire. Estende-se por uma área de 22,43 km². Em 2010 a comuna tinha 818 habitantes (densidade: 36,5 hab./km²).